# Vänoxa
Vänoxa är en ö i Finland. Den ligger i Skärgårdshavet och i kommunen Kimitoön i den ekonomiska regionen  Åboland i landskapet Egentliga Finland, i den sydvästra delen av landet. Ön ligger omkring 56 kilometer söder om Åbo och omkring 130 kilometer väster om Helsingfors.
Öns area är 4,87 kvadratkilometer och dess största längd är 3,8 kilometer i nord-sydlig riktning.